# Lombrès
Lombrès é uma comuna francesa na região administrativa de Occitânia, no departamento dos Altos Pirenéus. Estende-se por uma área de 1,42 km². Em 2010 a comuna tinha 99 habitantes (densidade: 69,7 hab./km²).